# Paso de la Santa Verónica de Cieza
La Santa Verónica es un paso Ciezano que se procesa en Semana Santa perteneciente a la cofradía de la Santa Verónica.

## Imagen
La Verónica ciezana, obra de Sánchez Araciel (1894) si bien está inspirada en esencia bajo las normativas barrocas, su esbeltez y fina elegancia roza ya la estética neoclásica. Se trata de una imagen estilizada, con influencias napolitanas, cargada de gran sencillez en el rostro y de barroquismo en sus ropajes.
Iconográficamente se caracteriza por su posición frontal, de manera que el atributo que porta en sus manos quede en primer plano. Vestida a la manera hebrea, también asume en su indumentaria los diversos localismos donde se represente; y a diferencia de las santas mujeres, esta es de mayor edad y normalmente cubre su cabeza con un velo transparente 
La imagen ciezana es una obra enlienzada y se nos presenta con el pie derecho adelantado, y el izquierdo lo tiene flexionado en actitud de avanzar levemente, posición que determina los pliegues de su túnica. La torsión suave de su cabeza, los brazos adelantados para sostener el pañueloo y el desplazamiento de los fruncidos de su vestido, provoca un dinamismo tímido de la figura. El cabello lo lleva recogido en un simple moño y su expresión es dulce, cargada de ternura, por lo que su dolor es íntimo y esto lo podemos comprobar en su tez blanquecina, en el arqueamiento de sus cejas que muestran unos ojos lacrimosos y en la boca entreabierta. 
La Santa va cubierta con indumentaria barroca con vestido, manto y corpiño, estos dos últimos adornados con ornamentos vegetales y detalles dorados en el escote. 
A pesar de ser una obra inspirada en la de Francisco Salzillo, esta es de factura neoclásica, ya que no tiene la movilidad y el aspecto compacto de la murciana. 
Actualmente y tras la Semana Santa de 2012, recibe culto en la nueva Parroquia de Santa Clara. 

## Trono
Datado de 1894, fue tallado posiblemente por José Izquierdo y dorado por Ignacio Amoraga y Latorre, ambos ciezanos. El trono que porta la imagen de la Santa Verónica es el clásico Trono de Salón ciezano, de estilo modernista, de madera en oro fino y configurado por dos cuerpos. Es un trono muy decorado. Del primer al segundo entablamento se distribuyen los brazos de luz, algunos de factura salomónica y otros puramente modernista. Un jarrón central separa el cuerpo inferior de la peana superior, decorada esta con el sudario y la Santa Faz.
- Datos: Q12198972